# 油津港

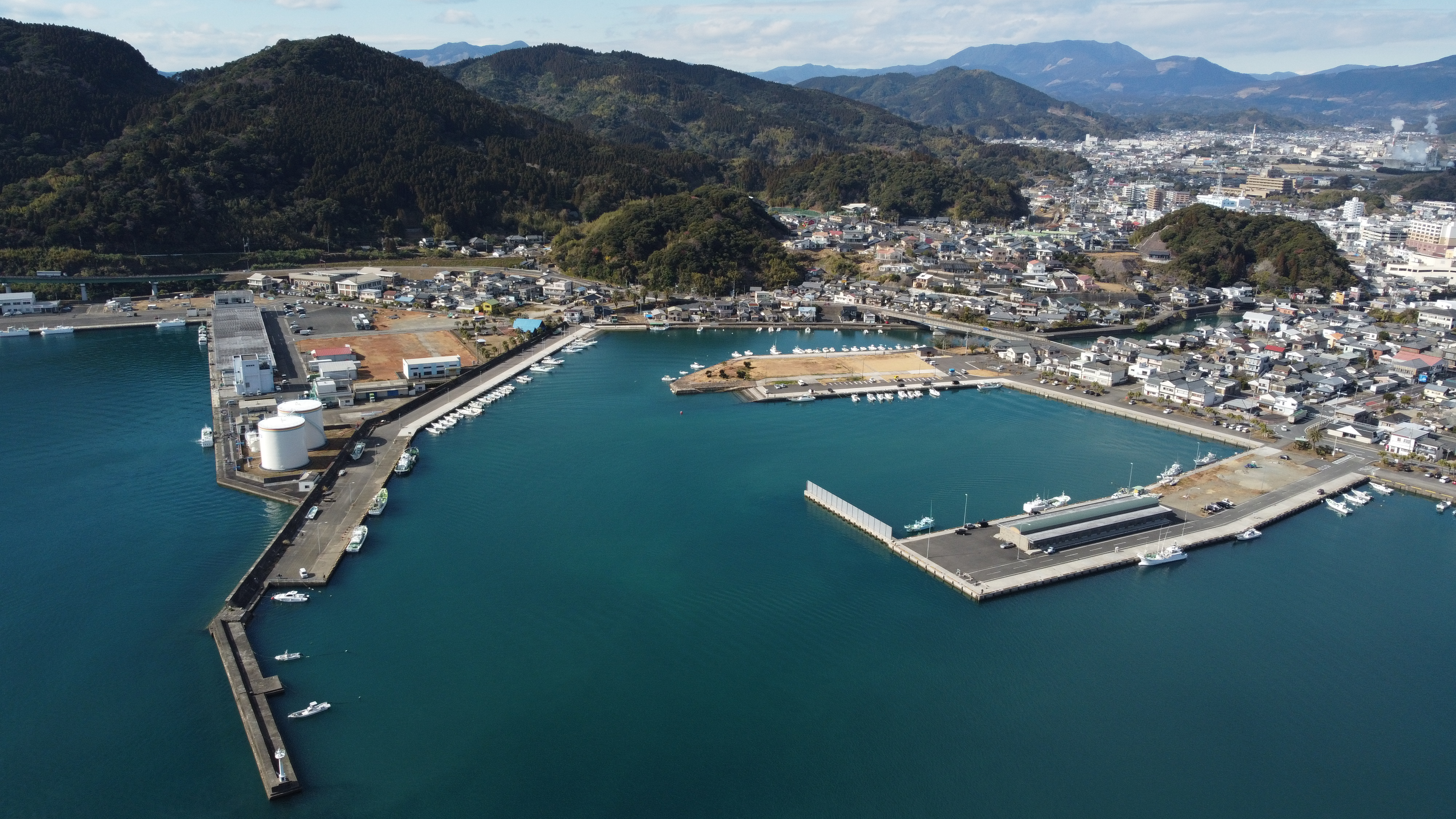
油津港空撮画像（2021年1月8日）

油津港（あぶらつこう）は、宮崎県日南市にある太平洋に面した港湾。古くは油之津（あぶらのつ）とも呼ばれていた。重要港湾に指定されている。南東に開けた入り江であり東側に大節鼻（尾伏ノ鼻）と呼ばれる岬が伸び、南方海上に小場島と大島（日向大島）が並ぶ。港湾管理者は宮崎県。また、宮崎県によって輸送拠点(防災拠点港)に指定されている。

## 主な施設

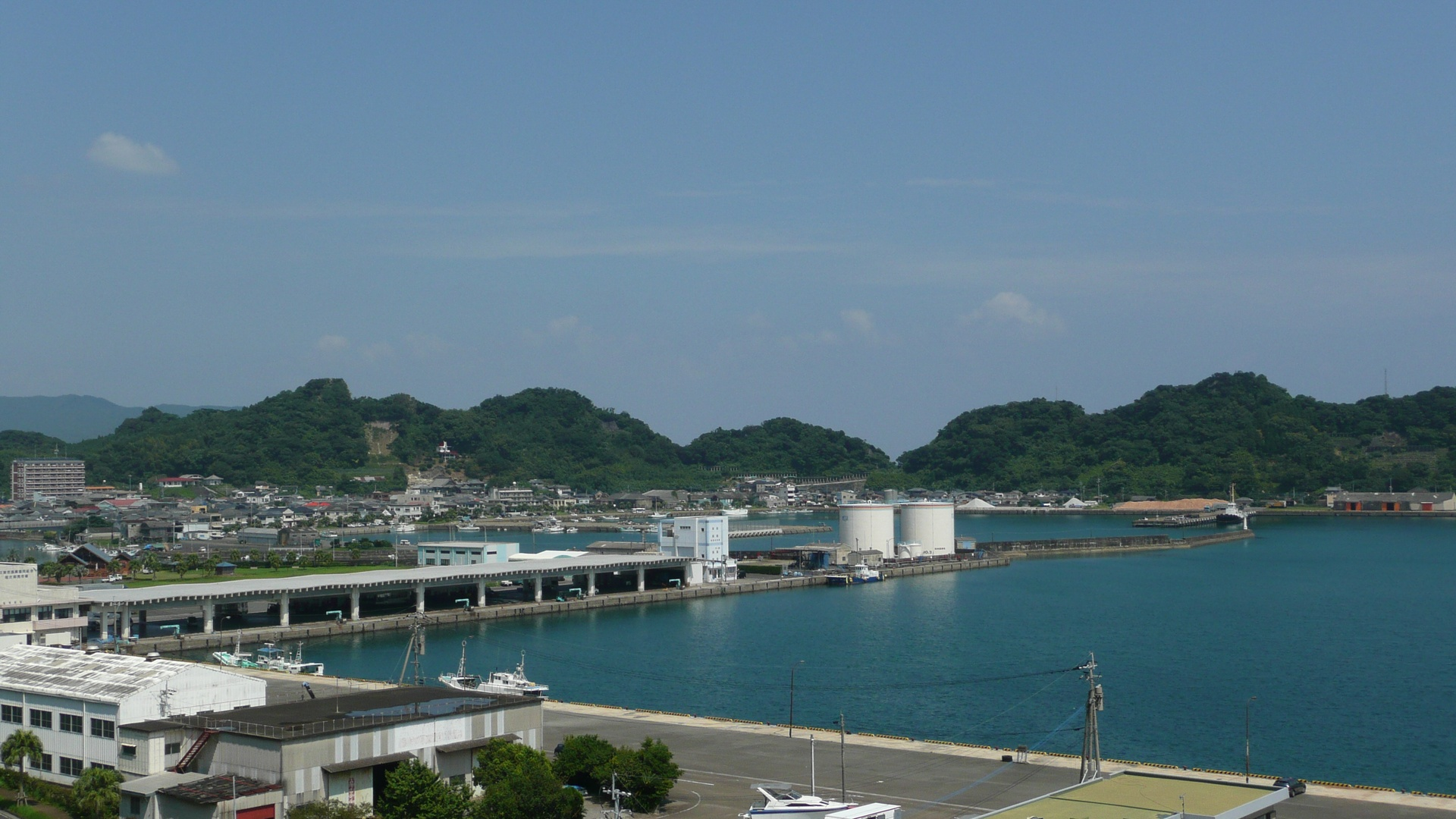
国道220号日南大橋からの展望

一帯は2018年（平成30年）5月20日にみなとオアシスに登録していて、日南市観光案内所を代表施設とするみなとオアシス油津として観光拠点ともなっている。
堀川運河
江戸時代に地域の名産品である飫肥杉を輸送するため伊東氏飫肥藩により掘削された運河。石造アーチ橋などが残されており観光名所になっている。
宮崎海上保安部（第十管区海上保安本部宮崎海上保安部）
1948年（昭和23年）5月、海上保安庁の設立に伴い油津海上保安署が設置され、1950年（昭和25年）6月に油津海上保安部に昇格、2007年（平成19年）4月に宮崎海上保安部に改称した。
門司税関細島税関支署油津出張所
チップヤード
港の南東部にあり日南市内の製紙工場で使用する木材チップを荷揚げ・保管するための集積所。木材チップ及び紙製品は油津港で取り扱う貨物の主要品目である。

## 歴史

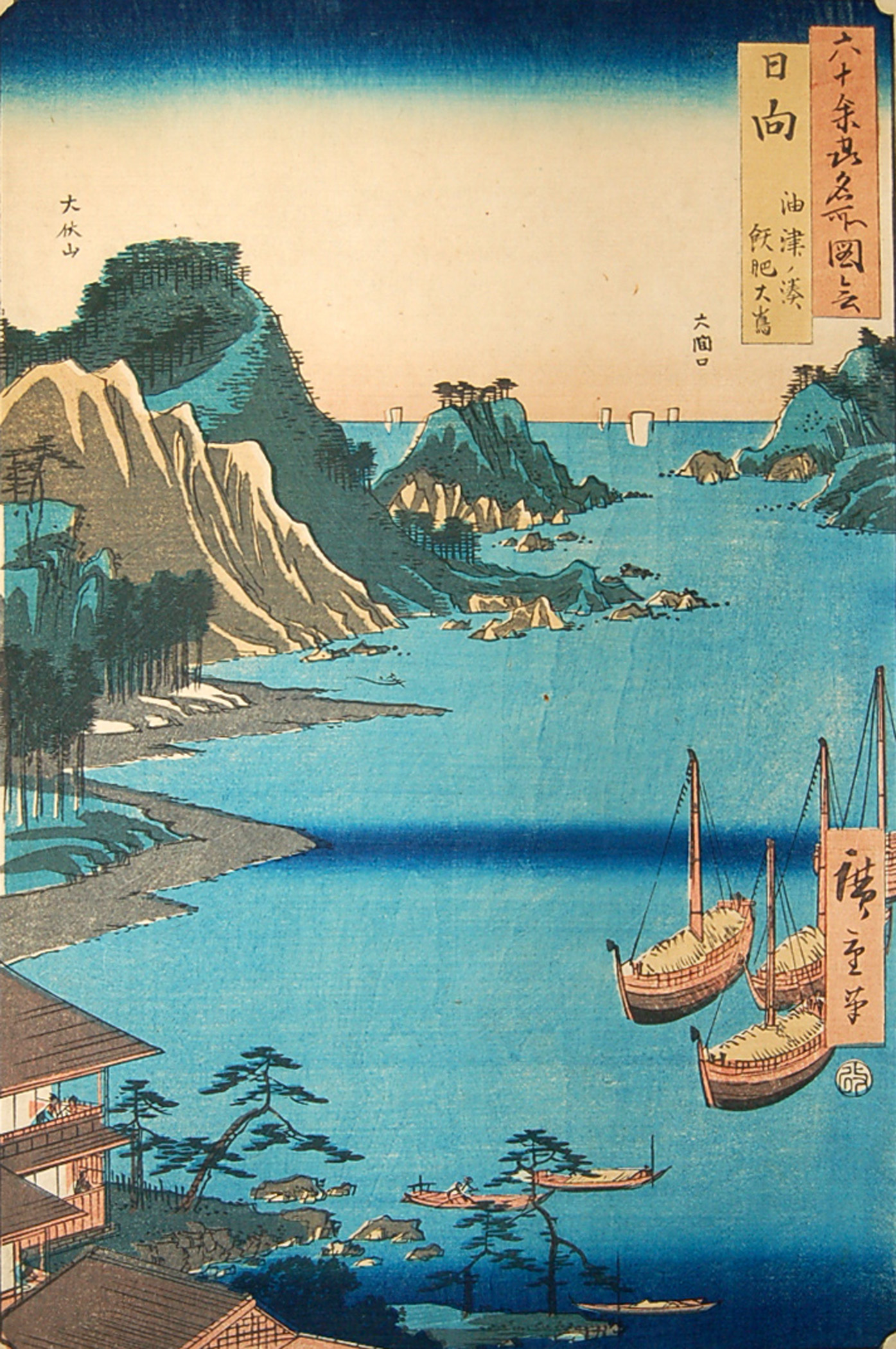
歌川広重 『六十餘州名所圖會 日向油津ノ湊飫肥大島』

宮崎県宮崎市田野町甲の天建神社縁起書に、百済の王が油津に漂着した伝説が記載されている。遣唐使の時代から日本と中国大陸をつなぐ貿易の中継地であり、倭寇の拠点としても利用されていた。戦国時代においては港の支配権をめぐって伊東氏と島津氏が争っていたが、羽柴秀吉の九州征伐以降は伊東氏による支配が確立した。南蛮貿易における寄港地の一つであり、当時ポルトガル人が使用していた海図にも記載されている。文禄の役では伊東氏の拠点港として利用された。
江戸時代に入ると油津港は伊東氏飫肥藩領となり、南蛮貿易は終息したが代わって需要が高まった木材（飫肥杉）の積出港となった。木材運搬のために北方を流れる広渡川と油津港とを結ぶ堀川運河が伊東氏飫肥藩によって掘削され、1686年（貞享3年）に完成している。油津港の北に広がる日向灘は当時の海上交通における難所であり、風見（天候調査）のための長期滞在者が多く港町として賑わいと繁栄を見せた。歌川広重の名所絵『六十餘州名所圖會』に「日向油津ノ湊飫肥大島」として描かれている。
1882年（明治15年）頃に近畿地方へ直行する航路が開かれ、南九州における輸送拠点の一つとなった。1900年（明治33年）頃からブリ漁が盛んとなり、1913年（大正2年）に漁港の指定を受けた。1933年（昭和8年）から1940年（昭和15年）にかけてマグロ漁が盛んとなり日本各地から約500隻の漁船が集まり、1日の水揚げ金額が1億円に達したこともあった。この時期に防波堤や岸壁の整備が進んでいる。太平洋戦争において特攻兵器回天が配備された。
1954年（昭和29年）7月1日に関税法上の開港に指定された。同年9月、台風13号の強風によって港内に停泊していた船29隻が沈没し死者10名の被害が発生した。これをきっかけとして整備された外洋防波堤において日本で初めてテトラポッドが使用されている。1960年（昭和35年）5月24日早朝、チリ地震津波により潮位が約1.5m変動し木材や漁船が流出する被害を受けた。
1963年（昭和38年）に港の東側に石油基地が建設された。